# Amiga

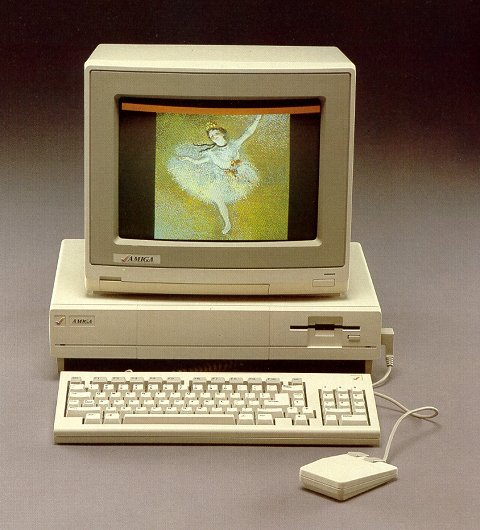
L'Amiga 1000, il primo prodotto commerciale basato sulla piattaforma Amiga.

Amiga è una famiglia di home/personal computer commercializzati dalla Commodore a partire dal 1985. La piattaforma informatica da cui derivarono fu originariamente sviluppata a partire dal 1982 dall'azienda Hi-Toro, che nel 1984 cambiò nome in Amiga Corporation; l'ideatore del progetto fu Jay Miner, che già aveva sviluppato i progetti dell'Atari 2600 e dei computer Atari a 8 bit.
I computer hanno in comune un processore della serie Motorola 68k e diversi coprocessori dedicati alla gestione della grafica, del suono e delle risorse del sistema. L'azienda fu acquisita dalla Commodore nel tardo 1984, divenendo Commodore-Amiga Inc., di fatto un marchio di Commodore. 
Da allora, iniziò la produzione in serie: nel 1985 fu presentato il primo modello, l'Amiga 1000 (inizialmente solo Amiga). Nel 1987 uscì il modello di maggior successo, l'Amiga 500, seguito dall'Amiga 2000. A seguire furono presentati altri modelli che riscossero poco successo, come l'Amiga CD32, una versione del computer senza tastiera venduta come console per videogiochi. L'Amiga 4000T del 1994 rappresenta l'ultimo modello commercializzato dalla Commodore. In seguito al fallimento di quest'ultima, avvenuto nello stesso anno, i diritti sul marchio Amiga, scorporati dagli asset di Commodore, sono stati di proprietà di varie società.

## Storia

### La creazione e primi progetti
Nel 1980 Jay Miner, che lavorava all'Atari ed aveva già sviluppato i chipset della console Atari 2600 e dei computer Atari 400/800, propose alla dirigenza di utilizzare il Motorola 68000, un microprocessore da poco presentato da Motorola, per realizzare un nuovo computer. I vertici aziendali rifiutarono la proposta perché soddisfatti della piattaforma a 8 bit su cui erano basate le loro macchine e Miner, che non considerava giusta quella scelta, decise di abbandonare Atari, andando a lavorare presso la Zimast, una società produttrice di chip per pacemaker. Nel 1982 Miner fu contattato da Larry Kaplan, il quale gli confidò che non era soddisfatto di Activision e che stava cercando qualche finanziatore per avviare una nuova società per lo sviluppo di un nuovo sistema per videogiochi. Miner lo mise in contatto con il proprietario di Zimast, il quale lo presentò a degli investitori con cui instaurò delle trattative ed ottenne i fondi per avviare l'attività. L'accordo prevedeva che Miner progettasse i chip per la nuova macchina e che Zimast li producesse, mentre la nuova società di Kaplan si sarebbe occupata dello sviluppo dei giochi. 
La nuova società fu fondata nel 1982 e fu chiamata Hi-Toro, stabilendone la sede a Santa Clara (California). Come presidente fu assunto David Shannon Morse. Poco dopo l'inizio delle attività della Hi-Toro Kaplan fu contattato da Nolan Bushnell per proporgli di tornare in Atari: Kaplan, che aveva ben presto perso interesse nella Hi-Toro per via del fatto che lo sviluppo della piattaforma non stesse evolvendo con la voluta celerità, decise di accettare l'offerta e lasciò l'azienda appena formata alla fine del 1982. A Miner, che ancora era alle dipendenze di Zimast, fu proposto da Morse di essere assunto dalla Hi-Toro e di prendere il posto occupato in precedenza da Kaplan, quello di vice-presidente e responsabile tecnico. 
Miner accettò a condizione che fossero esaudite due sue richieste: che il nuovo sistema da gioco usasse il microprocessore 68000 e che esso fosse un computer.

### Il prototipo "Lorraine" e la Amiga Corporation
All'interno della Hi-Toro furono create due divisioni, una dedita allo sviluppo, produzione e commercializzazione di joystick e giochi per l'Atari 2600 ed una, più piccola, destinata allo sviluppo della nuova macchina da gioco: i guadagni prodotti dalla prima sarebbero stati usati per finanziare la seconda. Il sistema da gioco doveva essere, nei piani iniziali, dotato di un floppy disk da 5,25", di una tastiera e di un insieme di porte di espansione in stile PC IBM; come CPU il Motorola 68000, 128 KB di RAM e 64 KB di ROM. La società Hi-Toro iniziò a sviluppare un prototipo che fu denominato Lorraine, dal nome della moglie di David Morse. Lorraine riprendeva il concetto di un sistema basato su una CPU supportata da chip custom originariamente presentato da Miner nella console Atari 2600 e nei computer Atari ad 8 bit. Verso la fine del 1982 un altro fatto importante accadde alla Hi-Toro: la società decise di cambiare nome in Amiga Corporation, sia per differenziarsi dalla quasi omonima società giapponese Toro produttrice di tagliaerba sia perché Miner voleva un nome "amichevole" che distinguesse il computer dai concorrenti ed il termine Amiga, che in spagnolo significa "amica", faceva al caso.
Lo sviluppo di Amiga e del suo sistema operativo AmigaOS, necessario per coordinarne le potenzialità hardware, risale al 1983. In quell'anno però accadde un evento che segnò l'intero settore, la crisi dei videogiochi del 1983 che portò al fallimento diverse aziende operanti nel settore ed anche la stessa Atari, che aveva dominato il settore fino a quel momento con la sua 2600, accusò pesanti perdite. La neonata Amiga Corp., nonostante avesse differenziato i suoi affari, accusò il colpo e le vendite dei giochi e delle periferiche non riuscirono più a finanziare lo sviluppo del nuovo sistema da gioco. Per accelerare lo sviluppo di Lorraine, visto in quel periodo come unica speranza di salvezza per l'azienda, fu deciso di assumere nuovi impiegati: Bob Burns, Glenn Keller, Dale Luck, Robert J. Mical (un ingegnere software), Dave Needle, Ron Nicolson, Bob Pariseau e Carl Sassenrath. La presenza di così tanti elementi permise di creare due differenti gruppi di sviluppo, uno per la parte software ed uno per quella hardware: Jay Miner prese le redini di quest'ultimo mentre a Dale Luck fu affidata la guida del primo. Sebbene molte parti del sistema non fossero state ancora realizzate, Dale Luck ed un gruppo di ingegneri iniziarono la progettazione del sistema operativo simulando via software l'hardware non ancora disponibile.
Alla fine del 1983 il sistema operativo offriva già un'interfaccia grafica a finestre e menù: era stata realizzata tutta la gestione grafica (Intuition) progettata e implementata da R.J. Mical ed il tutto era controllato da un microkernel (Exec) creato da Carl Sassenrath. Anche i chip custom erano quasi finiti: essi erano stati denominati Agnus (generatore di indirizzi); Daphne, in seguito ribattezzato Denise (gestione video); Portia, divenuto in seguito Paula (audio e gestione delle porte). Il problema di fondo erano i soldi: la società era a corto di liquidità e diversi impiegati avevano iniziato a chiedere finanziamenti personali ed a versare i soldi nelle casse dell'azienda per portare avanti lo sviluppo del computer.

### La presentazione del 1984 e le trattative con Atari
Nel tentativo di cercare nuovi finanziamenti Amiga Corp. decise di presentare Lorraine al Consumer Electronics Show il 4 gennaio 1984: l'hardware non era ancora completato del tutto per cui il computer mostrato era composto da 4 schede collegate insieme. Nonostante l'interesse mostrato verso il computer da diverse aziende, l'unica che si interessò fu Atari, offrendo un accordo che Amiga Corp., nonostante fosse molto svantaggioso per essa, non poté che accettare: Atari offrì 500 000 dollari ed un mese di tempo per avere una licenza di sfruttamento dei chip custom finiti, trascorso quel tempo Amiga Corp. avrebbe non solo dovuto restituire il denaro ricevuto ma anche cedere la proprietà intellettuale dei chip stessi.
L'accordo prevedeva anche che Atari si impegnasse ad acquistare 1 milione di azioni di Amiga Corp. al prezzo di 3 dollari ciascuna ma, ben sapendo che la società versava in cattive acque e che non sarebbe riuscita a restituire il denaro offerto, iniziò ridurre progressivamente il prezzo da pagare per ogni singola azione, arrivando ad offrire 98 centesimi. Amiga Corp., durante le trattative, venne a sapere che Atari era interessata solo ai chip finiti perché voleva accelerare la presentazione di una macchina a 16 bit per battere sul tempo la rivale Commodore e non aveva interesse di accollarsi anche l'assunzione delle persone che avevano realizzato l'hardware. 
Il 3 luglio la Time Warner, proprietaria di Atari, cancellò lo sviluppo di tutti i sistemi ad 8 bit e sospese la trattativa con Amiga Corp. Nel contempo iniziò un riassetto societario dividendo Atari in 2 società: la divisione che sviluppava giochi, che divenne Atari Games, che rimase all'interno del gruppo, e la divisione console e personal computer, che fu messa in vendita. In quello stesso periodo Jack Tramiel era stato costretto a lasciare la Commodore, l'azienda da lui fondata, per divergenze con l'allora presidente del gruppo; quando seppe che la Warner vendeva la parte di Atari che si occupava della produzione di hardware da gioco, subito la acquistò creando la Atari Corporation, pensando di sfruttare la catena di distribuzione e le capacità produttive dell'azienda per rientrare nel mondo dei computer. Quando Tramiel prese possesso dell'azienda, scoprì l'accordo fra Atari ed Amiga.

### L'acquisizione da parte della Commodore
Fu durante questi eventi che nel 1984 si intromise la Commodore International, azienda che in quel momento godeva di ottimi risultati economici per il successo commerciale del C64, interessata al sistema sviluppato da Amiga Corp., con cui Miner iniziò a trattare. Quando Tramiel venne a sapere delle trattative in corso, il 13 agosto 1984 decise di denunciare sia la Commodore che lo stesso Miner per il mancato rispetto del contratto stipulato in precedenza fra Atari ed Amiga. Per accelerare i tempi il 15 agosto Commodore annunciò pubblicamente l'intenzione di acquisire la società, offrendo 4,25 dollari per azione ed 1 milione di dollari in contanti per permettere ad Amiga Corp. di saldare il debito con Atari e sciogliere il contratto. Qualche settimana dopo tutto il gruppo di sviluppo dell'Amiga fu spostato in una nuova società appena creata, denominata Commodore-Amiga Inc. con sede a Los Gatos, a cui la casa madre concesse un'ulteriore iniezione di liquidità pari a 27 milioni di dollari per terminare lo sviluppo del sistema.
Commodore decise di accelerare lo sviluppo del computer, decidendo di utilizzare l'architettura a 16 bit, per battere Atari sul tempo, che si era messa anch'essa a lavorare su un computer dello stesso tipo. La nuova proprietà rivide il progetto Lorraine, raddoppiando la RAM a 256 KB e sostituendo il floppy disk con un modello da 3,5" a doppio lato. All'epoca dell'acquisizione il sistema operativo del computer, denominato CAOS (Commodore Amiga Operating System), era ancora incompleto pertanto Commodore, al fine di completare celermente il progetto, decise di metterlo da parte e di commissionare a MetaComCo, una società di sviluppatori, l'integrazione di parte del sistema operativo TripOS con il codice di Intuition, il gestore dell'interfaccia grafica di Lorraine. Da questa integrazione, il cui diretto responsabile fu Tim King, nacque l'AmigaDOS.
Il 23 luglio 1985 venne presentato al CES il primo computer derivato dal progetto Lorraine, l'Amiga 1000, al tempo conosciuto semplicemente col nome di Amiga, in un evento che vide la storica partecipazione tra gli altri di Andy Warhol. Il sistema operativo non era ancora terminato per cui per avviare i programmi dimostrativi fu necessario usare un computer di Sun Microsystems. Dotato di un'interfaccia grafica a colori e di un'architettura multiprocessore, il computer fu messo in commercio nel mese di settembre dello stesso anno al prezzo di 1 500 dollari, anche se questo collocò la macchina nella fascia di mercato dominata dal Macintosh. Il computer stentò ad affermarsi sul mercato sia perché in ritardo rispetto ai suoi concorrenti sia perché considerato costoso: l'Atari ST, grazie alle soluzioni adottate volte a contenerne i costi produttivi, costava circa la metà e per questo risultò diretto concorrente dell'Amiga nonostante avesse caratteristiche tecniche inferiori.
Subito dopo la commercializzazione del primo Amiga, la società iniziò lo sviluppo di 2 nuove macchine basate sulla medesima architettura, l'Amiga 500, da destinare alla fascia più bassa del mercato e pensato con l'obiettivo di contrastare l'Atari ST, e l'Amiga 2000, un computer più potente da collocare su una fascia di mercato superiore. Per stimolare l'innovazione, i vertici dell'azienda decisero di creare 2 gruppi di sviluppo per la progettazione dell'Amiga 2000, uno a Los Gatos ed uno in Germania. Tuttavia, per ridurre i costi, il gruppo di Los Gatos fu sciolto scegliendo per il modello 2000 il progetto tedesco. Questo portò del malcontento all'interno del gruppo originale di Amiga Inc., ma Jay Miner cercò di vedere le cose in maniera positiva, pensando che l'Amiga 2000 per come era stata pensata soddisfacesse le sue idee originali di un computer professionale espandibile. Nel 1987 furono presentati al pubblico i nuovi computer: l'Amiga 500 riscosse subito un ottimo successo, anche perché poteva offrire agli utenti dei computer ad 8 bit argomenti validi per passare ad un sistema a 16 bit, riuscendo a contrastare efficacemente l'Atari ST tanto che in Europa superò quest'ultimo in termini di vendite.

### Gli anni novanta e il fallimento di Commodore
Verso la fine degli anni '80 il monopolio di Commodore iniziò a vacillare, sebbene forte della posizione dominante e con il rivale Atari ST ormai superato nelle vendite, la dirigenza aveva perso interesse nello sviluppo della piattaforma: dall'epoca della presentazione del primo computer, solo l'Amiga 500 aveva ricevuto un aggiornamento nel 1989, con il chipset rivisto per poter gestire fino ad 1 MB di RAM. Commodore cercò di dare una scossa al mercato presentando il 24 aprile 1990 l'Amiga 3000, un computer basato su una CPU a 32 bit, il supporto allo standard SCSI e la nuova interfaccia grafica Workbench 2: rispetto alla precedente versione 1.x la nuova interfaccia rappresentava un notevole salto in avanti con una grafica molto più pulita e professionale, basata su una combinazione di tinte grigie e blu. Nel mese di luglio dello stesso anno fu presentato il Commodore CDTV, un sistema multimediale che in pratica non era altro che un'Amiga 500 con un lettore di CD-ROM integrato. Entrambi i modelli non vennero sostenuti da un'adeguata campagna pubblicitaria, finendo per rivelarsi dei fallimenti. L'assenza di interesse da parte di Commodore nel promuovere i nuovi prodotti si mostrò nuovamente durante il 1991 quando non solo commercializzò l'Amiga 500 Plus senza in pratica presentarlo in modo ufficiale ma togliendo anche dal commercio il CDTV senza dare nessuna comunicazione. Il 1991 fu l'anno in cui venne messo in commercio anche l'Amiga 3000UX, una workstation Unix, e annunciato l'Amiga 3000 Plus che però non verrà mai commercializzato.
Il 1992 fu un altro anno critico per l'Amiga: l'Amiga 500 Plus, presentato l'anno prima, venne tolto dal commercio per sostituirlo con l'Amiga 600, un computer che non riuscì a soddisfare pienamente le richieste della clientela sia per le soluzioni adottate (design compatto ottenuto miniaturizzando la scheda madre dell'Amiga 500 ma mantenendone in pratica il costo produttivo, eliminazione del tastierino numerico) sia per la classificazione della macchina, definita da Commodore come una "console con tastiera". Questo computer fu infatti messo in commercio per contrastare Nintendo e Sega che stavano dominando il settore dei videogiochi con le loro console domestiche ma non riuscì a scalfire il loro mercato né a rappresentare un valido sostituto dell'Amiga 500. Inoltre l'Amiga 600 fu introdotto poco prima del lancio di due nuove macchine basate su un aggiornamento hardware della piattaforma: il nuovo chipset AA (Advanced Amiga), in seguito ribattezzato AGA, Advanced Graphics Architecture, che debuttò prima sull'Amiga 4000 l'11 settembre e poi sull'Amiga 1200, presentata a fine anno.
Il 1993 si aprì con notizie contrastanti: nonostante le vendite record dell'Amiga 1200 la proprietaria Commodore continuava ad annunciare perdite. Questo non impedì alla società di presentare l'Amiga CD32, una console basata sull'hardware dell'Amiga 1200. Le vendite andarono molto bene, surclassando quelle del Sega Mega CD e dei primi sistemi PC con lettore CD-ROM. Tuttavia Commodore aveva presentato il CD32 come una console inserendolo quindi in un settore di mercato, quello delle macchine da gioco, dove i sistemi a 16 bit già dominavano incontrastati. L'Amiga 1200 restava l'unico modello appetibile ma anche le sue vendite iniziarono a calare, erose dal lento ma continuo affermarsi dei PC anche in ambito domestico. Il 29 aprile del 1994 la Commodore fu messa in liquidazione, segnando la fine dello sviluppo della piattaforma Amiga. Alcune filiali furono chiuse ed il tempo passò in cerca di investitori che non arrivarono, inoltre il 20 giugno morì in ospedale Jay Miner. Nel 1995 la Commodore fu messa in liquidazione per saldare le sue insolvenze. 
Il marchio seguì inizialmente le sorti della Commodore, divenendo proprietà di varie società come Escom e Viscorp; parallelamente un gruppo di appassionati creò il progetto AROS allo scopo di realizzare una versione open source del sistema operativo dell'Amiga. 
In seguito gli asset Commodore passarono alla Tulip Computers, mentre il marchio e gli asset Amiga vennero scorporati e acquisiti prima da Gateway 2000 nel 1997, e poi da Amino Development - fondata da due ex dipendenti della Gateway Bill McEwen e Fleccy Moss - nel dicembre 1999. L'acquisizione costò 5.000.000$ e comprendeva marchi, siti Internet, parti di ricambio, licenze esistenti, AmigaOS, e la tecnologia Amiga già in produzione, mentre non comprendeva gli impiegati e numerosi brevetti che la Gateway tenne per sé. McEwen sostenne che la Gateway era stata interessata fin dall'inizio solo ai brevetti, mentre la Amino credeva ancora nelle potenzialità della comunità di utenti Amiga; infatti le intenzioni di McEwen e Moss facevano sperare nello sviluppo di una nuova linea di Amiga.

### Gli anni duemila e "AmigaOne"

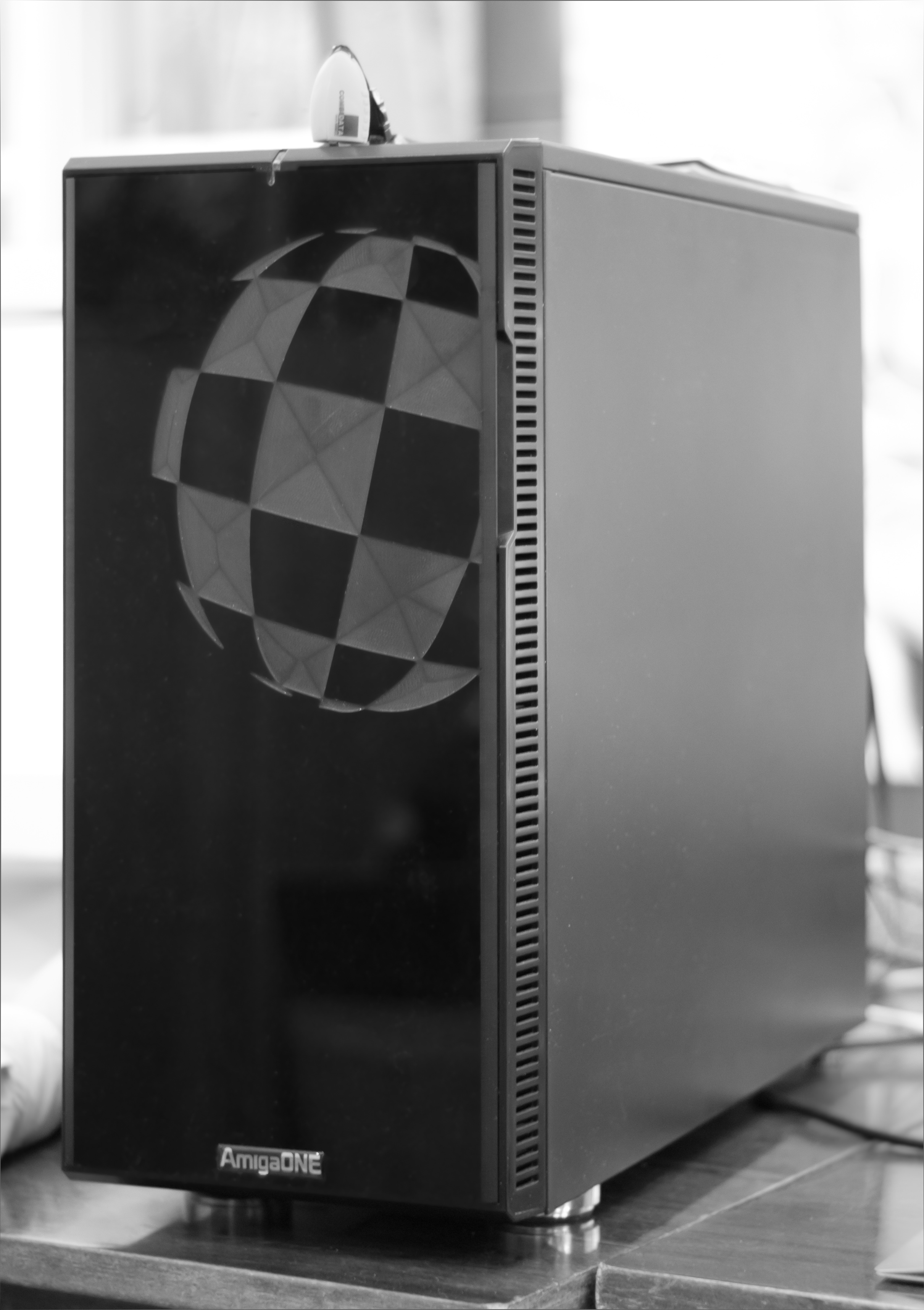
AmigaOne X1000

Amino Development il 1º gennaio 2000 cambiò nome Amiga, Inc. e concesse in licenza sia lo sviluppo del sistema operativo AmigaOS che quello relativo all'hardware. Riguardo al primo, fu stretto un accordo con la software house europea Hyperion Entertainment, avente sede in Belgio. Riguardo all'hardware, basato su architettura PowerPC, fu sviluppato da varie aziende esterne su licenza: nel 2002 prima a Bplan con schede acceleratrici PowerPC per Amiga 1200 e 4000, e poi da Eyetech con le prime nuove piattaforme chiamate AmigaOne. Inoltre dal 2002 l'azienda Genesi ha prodotto e distribuito una propria piattaforma ad architettura PowerPC predisposta per l'esecuzione di MorphOS, una reimplementazione non ufficiale di AmigaOS. La produzione di queste schede madri è successivamente cessata, lo sviluppo di MorphOS invece continua, per esempio su alcuni modelli Apple Macintosh appartenenti alla passata generazione PowerPC. Altre società che sviluppano hardware sono l'italiana ACube Systems e la britannica A-EON Technology.
La società belga Hyperion ha pubblicato nel 2008 le versioni 4.0 e 4.1. AmigaOS, e nel 2014 la società A-EON, che ha creato una linea di prodotti funzionanti con il sistema operativo AmigaOS chiamata AmigaOne X1000, basate su processore PowerPC, coprocessore Xena, 2 o 4 GB di memoria RAM di tipo DDR2, disco fisso da 1TB, lettore DVD e chip audio integrato HD.
I computer indicati come Amiga NG, sono in commercio come AmigaOne 500 e AmigaOne X1000, oltre ad alcuni modelli della serie Sam4x0 dell'italiana ACube Systems. L'azienda italiana ACube Systems produce piattaforme con CPU PowerPC (Sam440ep, Sam440ep-flex e Sam460EX) Minimig totalmente compatibili con AmigaOS.

## Innovazioni concettuali e peculiarità

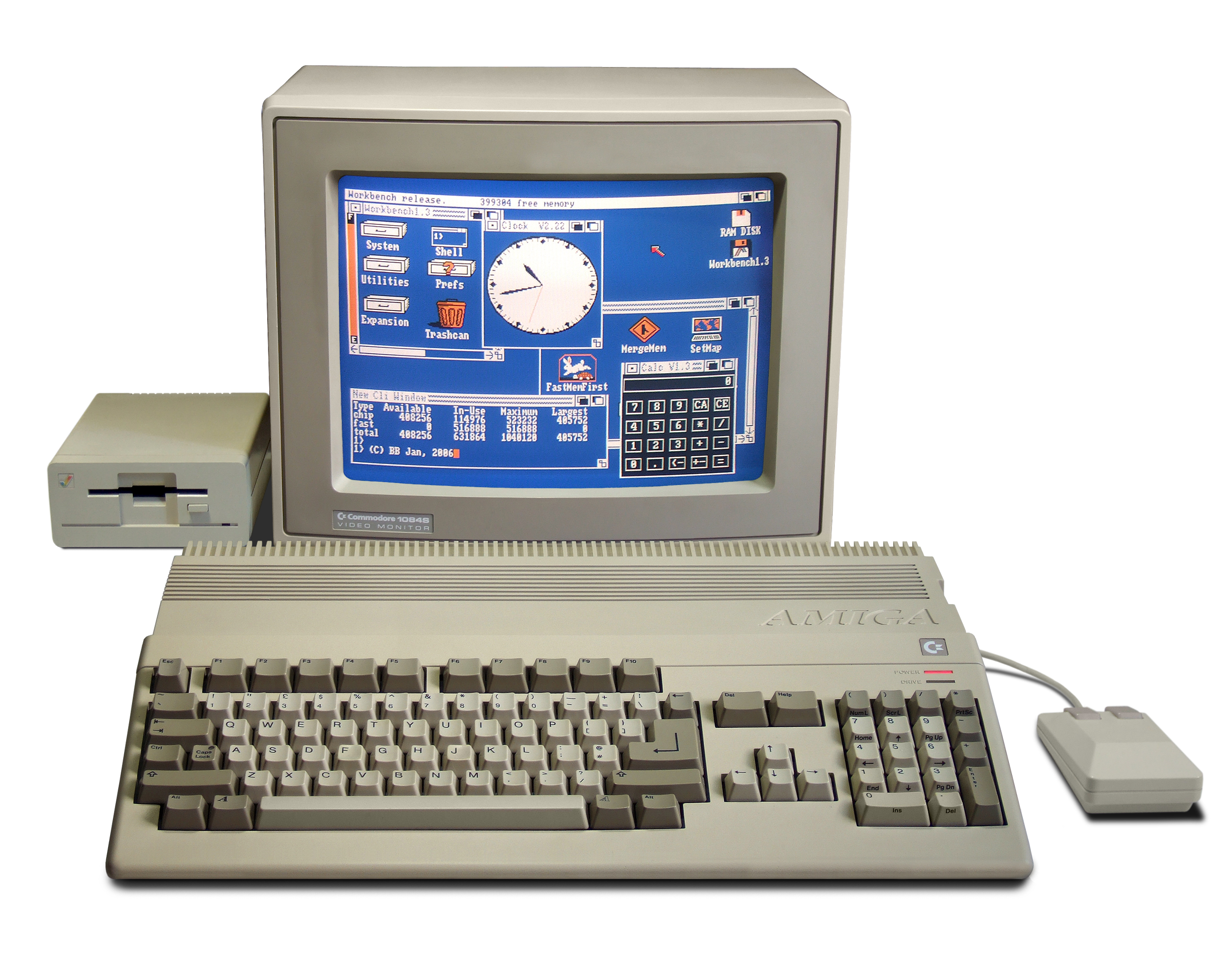
Un sistema Amiga 500.

Fin dalla sua prima introduzione sul mercato con il personal computer Amiga 1000 il sistema si focalizzò sulla multimedialità, grazie a chip custom in grado di gestire grafica, animazione e suono a costi più competitivi rispetto alle piattaforme concorrenti dell'epoca. L'hardware di Amiga era gestito dal sistema operativo AmigaOS che già nella sua prima release 1.0 del 1985 presentava il multitasking preemptive – caratteristica successivamente implementata in Microsoft Windows nel 1995, e in macOS nel 2001 – un'interfaccia grafica WIMP a colori, la possibilità – non implementata su altri sistemi operativi – di avere per ogni programma in funzione uno schermo grafico dotato di caratteristiche indipendenti. Nel 1986, con la release 1.2, Amiga implementò il plug and play, caratteristica che Microsoft poi introdusse nel proprio sistema operativo per personal computer solo nel 1995. Il plug and play di AmigaOS, AutoConfig, a causa di un bug non fu utilizzato fino al 1988 con la release 1.3 di AmigaOS.
Grazie ad essa sono nate innovazioni come il puntatore del mouse animato, icone animate e oggetti in formato file IFF, che divennero uno standard, soprattutto per la piattaforma. Alcune delle principali possibilità di manipolare file sono nate su Amiga, per esempio gli oggetti multimediali (file audio) incorporati all'interno di un file documento. I sistemi operativi Amiga 4.0 e 4.1 presentavano caratteristiche comuni ad altri OS concorrestesso periodo, nonostante alcune soluzioni tampone provvisorie inerenti alla memoria protetta, non ancora completamente implementata. Le particolari caratteristiche del software e dell'hardware Amiga, che furono la ragione del suo successo iniziale, diventarono le cause che ne resero difficile la naturale evoluzione: il sistema operativo mancava di protezione della memoria, il che portava a blocchi del sistema quando alcuni programmi si appropriavano di memoria senza restituirla o sovrascrivevano erroneamente aree di memoria non assegnate a loro.
Le grandi capacità grafiche e sonore derivavano da chipset specializzati proprietari e non facilmente aggiornabili, mentre i PC potevano contare su un numero sempre più elevato di potenti schede grafiche, grazie alla concorrenza fra i produttori di schede video, stimolati a migliorare le prestazioni dei propri prodotti. Tra le caratteristiche presenti ci fu una nuova gestione della memoria virtuale con partizione di swap, deframmentazione on the fly della RAM con un sistema intelligente che si occupava di deframmentare nei momenti in cui il sistema non era impegnato e che accedeva alla partizione di swap in automatico, per aumentare la memoria virtuale a disposizione del sistema. L'area RAM occupata dai vettori del kernel Amiga Exec NG (Exec New Generation) era protetta dalla scrittura involontaria di programmi software; i vecchi programmi Amiga in formato Motorola 68000 e Motorola 68xxx, che non avevano nessun sistema di protezione della memoria, potevano però girare sul sistema PPC tramite un emulatore che convertiva al volo il codice 68000 in codice PPC con una Just In Time Machine, ma non potevano scrivere oltre la locazione di 384 Megabyte di RAM cui potevano accedere solo i programmi ELF PPC.
A partire dalla versione 4.1 il sistema grafico di Amiga divenne completamente vettoriale grazie alle librerie Open Source Cairo, integrate con un compositing engine 3D che usava algoritmi Porter-Duff (gli inventori dell'Alpha Channel) ed era gestito interamente dalle CPU delle schede grafiche di moderna concezione. Questo motore grafico permetteva effetti di rescaling e zoom in tempo reale, come sulle librerie Beryl e Compiz di Linux, o come su macOS. Numerose sono state negli anni le modifiche proposte da produttori hardware di terze parti. In particolare, sono state rese disponibili schede acceleratrici con processori PowerPC, schede di espansione slot con bus PCI, schede audio a 16 bit, periferiche USB.
Il sistema operativo di Amiga è stato aggiornato nel tempo da ditte terze per conto di Amiga Inc. fra cui la tedesca Haage&Partner che ha prodotto la versione 3.5 e 3.9 nel 1999.

### Il software
Sono stati realizzati per Amiga alcuni dei primi programmi di Authoring (Amiga Vision), e i primi linguaggi di animazione interpretati (The Director). Sono nati in ambiente Amiga i primi programmi di modellazione e animazione di scene tridimensionali disponibili al grande pubblico a costi contenuti, quali Sculpt 3D, VistaPro, Imagine, Caligari Truespace 3D, Lightwave 3D, Maxon Cinema 4D, Realsoft 3D, resi disponibili anche su altre piattaforme. Notevole la disponibilità di programmi per la videotitolazione tra cui Scala, divenuto poi programma di authoring multimediale col nome di Scala Multimedia e reso disponibile anche per PC.
È riconosciuta la semplicità d'uso di alcuni programmi di grafica quali DeLuxe Paint, realizzato da Dan Silva e distribuito da Electronics Art, che permetteva funzioni quali il ritaglio di parti dell'immagine da usare come pennello brush (effetto timbrino di Adobe Photoshop) senza però dover ricorrere necessariamente alla copia in clipboard o aver bisogno di canale alfa. L'architettura dei programmi Amiga fu presa ad esempio da varie software house: ad esempio, il programma di sequenziamento e montaggio audio Bars and Pipes fu acquistato dalla Microsoft che utilizzò alcuni concetti presenti nel programma per la progettazione della componente audio di DirectX.
L'Amiga fu uno dei computer più utilizzati nell'ambito dei videogiochi, sia come prodotti commerciali, sia nel pubblico dominio, con migliaia di titoli a oggi conosciuti.
La rivista The Games Machine, in una selezione di dieci giochi rappresentativi della famiglia Amiga, inserisce Lionheart, Dungeon Master, It Came from the Desert, Kick Off, Shadow of the Beast, Turrican II: The Final Fight, Speedball 2: Brutal Deluxe, Formula One Grand Prix, The Secret of Monkey Island, Disposable Hero.

### Lademoscene
Notevole, per il suo interesse artistico, culturale e tecnico (ingegneria di tecniche di programmazione estreme) lo sviluppo della demoscene, già esistente per altri computer, ma che trovò in Amiga - e nel suo principale rivale, l'Atari ST - la piattaforma di riferimento grazie alle caratteristiche grafiche e sonore intrinseche dell'hardware e in particolare del Blitter, che apparve per la prima volta proprio su Amiga e successivamente utilizzato nelle schede grafiche standard.

### La tastiera
La tastiera era simile a una comune tastiera PC a 101 tasti, ma con alcune sottili differenze: la ripetizione continua del carattere (tenendo premuto a lungo il tasto corrispondente) non era gestita dal BIOS ma dal sistema operativo, risultando perciò sincronizzata con la stampa a video (specie se si pensa che i PC all'epoca consentivano al massimo trenta ripetizioni al secondo). Il layout della tastiera si distingueva sia per la presenza degli speciali tasti Amiga nelle posizioni in cui si trovano i tasti Windows e dei tasti Help e Del in luogo dei tasti PagSu, PagGiù, Home, Fine, Ins e Del, sia per l'assenza dei tasti Stamp, BlocS, Pausa e dei tasti funzione F11 e F12.

### Il busAmiga Zorroper le schede di espansione
Il sistema di bus per gli slot delle schede di espansione di Amiga era dotato di caratteristiche Plug & Play; il bus era denominato Zorro per la sua capacità di autoconfigurarsi velocemente e per quella di riconoscere le schede al volo con una "furbizia" quasi umana. Il sistema Bus Zorro di Amiga era presente in due versioni:
- Zorro II a 16 bit, dotato di funzionalità di accesso diretto alla memoria (DMA)
- Zorro III a 32 bit e 33 MHz anch'esso con funzionalità di accesso diretto alla memoria e in grado di gestire anche le schede a 16 bit, e la possibilità di lavorare sia in modalità sincrona che asincrona: in quest'ultima, la scheda Zorro, una volta ricevuta l'autorizzazione dalla CPU, diventava autonoma e non necessitava più di istruzioni da essa, fino al successivo comando diretto esplicito.

Il sistema BUS Zorro III a 32 bit nacque diversi anni prima dell'analogo sistema a 32 bit PCI.

### ADPnetwork
A fine anni 80, MCmicrocomputer sviluppò una rete fault tolerant denominata ADPnetwork. Era basata su processi paralleli cooperanti e aveva principalmente scopo didattico, finalizzato a evidenziare le caratteristiche più innovative della macchina, in particolare il suo sistema operativo multitasking.
Nella sua prima versione utilizzava come collegamento tra le macchine connesse in rete la porta seriale, ma poi fu implementata anche una scheda proprietaria su bus Amiga Zorro utilizzante un Inmos Transputer tramite il quale era in grado di comunicare a 20 mbit/s.
Lato Workbench era vista come un device denominato NET: e pertanto era totalmente compatibile con qualsiasi applicazione, anche preesistente.
Durante lo sviluppo fu esposta all'Amiga 3rd European Developers Conference (Parigi, febbraio 1990) e, nella versione Transputer, al successivo SMAU (Milano, ottobre 1990) presso lo stand di MC.

## Caratteristiche tecniche
L'architettura base su cui poggiava la piattaforma Amiga degli anni ottanta e dei primi anni novanta era di tipo proprietario e faceva capo ad una CPU di tipo Motorola 68000. Il chipset originale era composto da 3 chip custom: Denise, Agnus/Fat Agnus e Paula, ed erano tutti prodotti da MOS Technology.
Una delle più importanti caratteristiche di Amiga è stata quella di poter definire ogni periferica, dispositivo, o partizione con un nome univoco a sé stante, e di farne il montaggio per usi interni, in maniera totalmente indipendente, sin dal 1987 grazie alla tecnologia AutoConfig.

### Ichipset
La CPU era supportata da un insieme di chipset che offrivano capacità grafiche e sonore all'avanguardia per l'epoca, rappresentando una soluzione economica rispetto alle architetture concorrenti del periodo. La tradizione Amiga prevedeva che ogni chip del chipset venisse chiamato con un nome proprio di persona, generalmente di donna, ognuno spesso con proprie caratteristiche. Questi ultimi erano detti chip custom, ne sono stati prodotti vari modelli, ma tutti possono essere raggruppati in tre grandi tipologie:
- Gli Amiga dotati di Original Chip Set (OCS);
- Gli Amiga dotati di Enhanced Chip Set (ECS);
- Gli Amiga dotati di Advanced Graphics Architecture (AGA).

Elaborando i dati di audio e grafica, lavoravano in totale modalità DMA, lasciando così la CPU libera di elaborare altri dati. I chipset gestivano inoltre una particolare modalità grafica chiamata HAM, con la quale era possibile visualizzare contemporaneamente tutti i colori che i chipset riuscivano a gestire, offrendo così risoluzioni fino a 12 bit (OCS/ECS) e 24 bit (AGA). I chipset erano in grado di interfacciarsi sia alla TV di casa che ai monitor dedicati e rendevano gli Amiga Classic una piattaforma adatta a diverse esigenze dell'utente.
Da segnalare infine che nel 1989 la Commodore stava lavorando ad un nuovo chipset che avrebbe accompagnato la successiva generazione denominato Advanced Amiga Architecture (AAA). Tuttavia il progetto fu abbandonato nel 1993, anno in cui iniziarono i lavori per un AmigaOS indipendente dai chip custom di difficile e costoso aggiornamento.

#### Agnus
Agnus (8361 NTSC/8367 PAL, realizzato in package DIP) era il responsabile dei 25 canali DMA a disposizione della macchina e del refresh della DRAM riservata ai chip custom.
Agnus conteneva:
- Copper: era un circuito-processore dotato di un set interno di sole 3 istruzioni (MOVE, WAIT, SKIP). Permetteva di cambiare i registri hardware in sincronia con il pennello video, liberando la CPU da questo onere. Questa tecnica permetteva ad esempio di cambiare modalità video nel mezzo dello schermo, visualizzare più colori e più sprites. AmigaOS traeva vantaggio del Copper per implementare il concetto di Schermo.
- Blitter era un circuito inserito nel coprocessore che implementava alcune primitive grafiche in hardware. Elaborando un bitplane alla volta poteva combinare fino a tre porzioni di schermo, rettangolari (A, B e C) copiandole in una quarta zona rettangolare (D). I cosiddetti BOB (Blitter OBject), cioè quelli che in altri sistemi sono semplici "sprite", su Amiga erano entità grafiche mobili realizzati dal Blitter. Una delle loro caratteristiche peculiari grazie al Blitter, era di essere indipendenti dal refresh di tutto il resto dello schermo grafico. Il Blitter implementava un'altra primitiva grafica: il disegno di una linea, durante il disegno di essa poteva effettuare anche un fill.

#### Fat Agnus
Fat Agnus, successore di Agnus, si distingue da esso per il package PLCC (Agnus è realizzato in package DIP). Sono state utilizzate versioni (8370 NTSC/8371 PAL) in grado di indirizzare fino a 512 kB di Chip RAM, altre (8372A, compatibile PAL/NTSC) in grado di indirizzare fino a 1 MB di RAM. Presenti su Amiga 500 e Amiga 2000 (e assimilati come Amiga 1500 e Amiga 2500 / 2500ux), secondo le diverse revisioni della piastra madre.

#### Paula

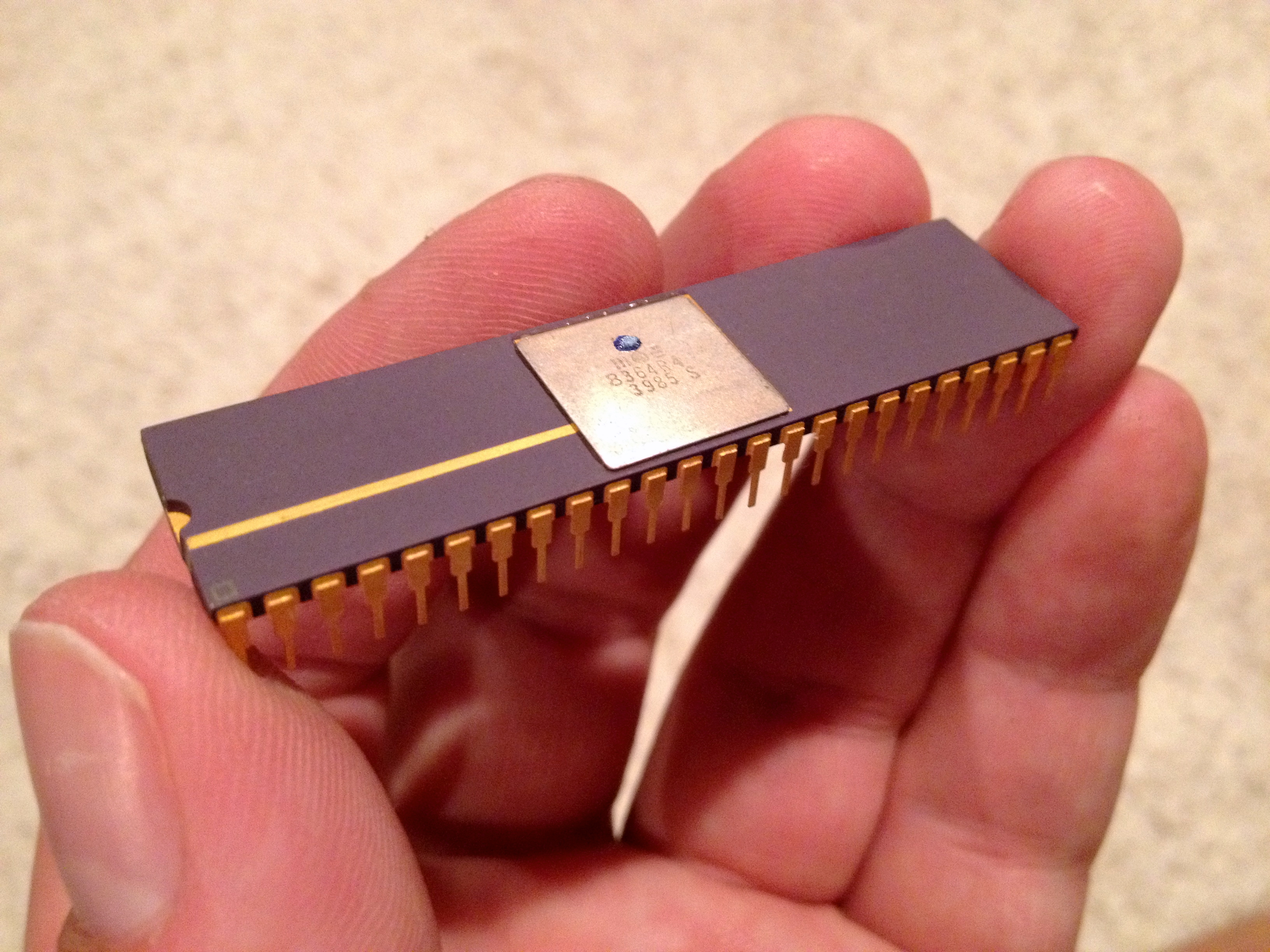
Il chip custom 8364 Paula versione R4 montato sull'originale Amiga 1000

Paula (8364) integrava in sé diverse funzioni, tra cui l'audio e le porte Input/Output. La parte che pilotava l'audio forniva 4 canali DAC (Digital to Analogue Converter) PCM 8 bit, in modalità stereo (2 sul canale destro, 2 sul sinistro). Ogni canale aveva un volume a 6 bit ed un controllo di periodo. Un canale poteva modulare l'altro in periodo o volume (da cui 8+6 = 14 bit). I campioni audio potevano essere forniti via DMA o via CPU. Con il DMA la frequenza di campionamento, relata alle temporizzazioni video, era programmabile fino a circa 29 kHz. Era possibile applicare un filtro passa basso sull'uscita audio. I 4 canali audio vennero col tempo ritenuti insufficienti e si svilupparono mixer software (trackers) per incrementare il numero dei canali.
L'hardware audio era dunque innovativo per l'epoca. Tuttavia la mancanza di un'economica porta MIDI integrata, fece sì che ad Amiga i musicisti preferissero gli Atari ST, che invece ne erano dotati di serie.
Erano presenti anche due chip CIA (Complex Interface Adapter), responsabili insieme a Paula delle varie operazioni di I/O che coinvolgevano i floppy drive, la porta seriale, la parallela, la porta del joystick e quella del mouse. I chip in questione erano dei MOS 8520 a 8 bit, evoluzione dei MOS 6526 usati nel Commodore 64.

### Enhanced Chip Set
Introdotto con l'Amiga 3000 venne poi esteso a tutta la gamma. Il chipset ECS era fondamentalmente l'Original Chip Set con alcune migliorie. Super Denise (8373), successore di Denise, introdusse la super alta risoluzione (fino a 1280 pixel per linea) e la capacità di generare segnali video non interlacciati fino a 31 kHz, quindi adatti ai riposanti monitor multiscan. Un effetto collaterale del raddoppio delle frequenze video era il raddoppio della frequenza massima di riproduzione di Paula. Altri miglioramenti apparvero sul fronte genlock. Mentre OCS permetteva di "bucare" solo il colore 0 della tavolozza, ECS permetteva di bucare un colore qualsiasi della tavolozza oppure un bitplane. Quest'ultimo modo permetteva di partizionare la tavolozza in 2 insiemi di pari dimensione, uno "bucabile" e l'altro no.
Fat Agnus, presente nell'ECS, è in grado di indirizzare fino a 1 MB o fino a 2MB di Chip RAM, a seconda della versione utilizzata. Denominata in via non ufficiale come Super Agnus o Fatter Agnus.
- su Amiga 3000 (8372AB / 8372B - compatibile PAL/NTSC)
- su Amiga 500 (8375 1MB, solo l'ultima versione con piastra madre rev.8a1 e 512KB di ram)
- su Amiga 500 Plus e Amiga 600 (8375 2MB, due diversi part number identificano le versioni separate per PAL e NTSC)

Altri chip "minori" comparvero o vennero aggiornati. Il nuovo chip custom Buster, chiamato Super Buster, e il nuovo chip custom Gary, chiamato Fat Gary, supportavano i nuovi slot per espansioni di tipo Zorro III a 32 bit ed i nuovi bus a 32 bit.
Solo su Amiga 3000 il chip custom chiamato Amber consentiva di visualizzare anche le modalità video originali (pensate per l'uso con i televisori) sui monitor VGA, incapaci di agganciare frequenze molto basse ottenendo dunque uno "scan-doubler", un componente hardware in grado di portare a 31 kHz tutti i modi video Amiga. Infine con il modello Amiga 600 fece il suo ingresso il chip custom Gayle che gestiva il controller IDE di questa macchina.

### Advanced Graphics Architecture
Il chipset AGA presentava, al posto dei chip Fat Agnus e Super Denise, i nuovi chip Alice e Lisa. Nonostante fosse passato molto tempo dalla distribuzione di ECS il nuovo chipset era ancora una rifinitura del precedente. L'unico chip realmente riprogettato era Lisa, che disponeva di una banda maggiore grazie all'utilizzo di bus a 32 bit e memorie DRAM FastPage. Alice si distingueva pochissimo da Fat Agnus e forniva esigui miglioramenti rispetto al suo predecessore.
Lisa gestiva 256 colori simultanei da una tavolozza di 24 bit in tutte le risoluzioni disponibili. Inoltre in ogni risoluzione video poteva essere utilizzato HAM8 che consentiva una profondità colore di 24 bit. Lisa offriva tre tipi di risoluzione: bassa, alta e super alta. Tutte le risoluzioni potevano essere visualizzate sia in modalità 15 kHz (supportata dai televisori), sia in modalità 31 kHz (il minimo per i monitor).
Amiga 4000 includeva inoltre i chip custom Bridgette (un bus buffer integrato) e Gayle che fungeva da controller IDE. L'Amiga 1200 presentava inoltre il chip custom Budgie, con funzione di bus controller e il chip custom Gayle. Amiga CD32 montava uno speciale chip custom chiamato Akiko deputato alla conversione hardware tra grafica bitplane e grafica chunky.

### La memoria
L'architettura Amiga prevede due tipi di memoria RAM per gli Amiga Classic:
- Chip RAM, che utilizza un bus dati a 16 bit condiviso tra chipset e CPU;
- Fast RAM, che utilizza un bus dati a 16 bit riservato alla CPU.

Sugli A500 era disponibile un connettore d'espansione interno. La RAM qui inserita veniva detta Slow Fast RAM perché inaccessibile ai chip custom (Agnus non poteva indirizzare più di 512 KB o 1024 KB a seconda delle versioni) e tuttavia soggetta a contese tra i chip poiché montata sullo stesso bus della RAM.
OCS, 68000 e RAM funzionavano in modo sincrono. OCS e 68000 funzionavano ad un quarto del color clock. La Chip RAM funzionava ad un ottavo del color clock. Sulle macchine PAL, il color clock era di circa 28,36 MHz, mentre sulle macchine NTSC era di circa 28,6 MHz. Gli Amiga NTSC erano quindi, impercettibilmente, più veloci di quelli PAL.
La RAM poteva arrivare fino a 1024 KB di DRAM. Pur girando a metà della frequenza del 68000, garantiva un surplus di banda anche per OCS. Questo perché nel processore 68000 ogni accesso al bus richiedeva 4 cicli e ad OCS restavano tutti i cicli dispari della DRAM. Questa pacifica coesistenza veniva messa in crisi quando si sceglievano modalità video con più di 4 bitplane in bassa risoluzione (o più di 2 bitplane in alta risoluzione). In questi casi, OCS iniziava ad accedere al bus anche durante i cicli pari rallentando il 68000. Questo era il motivo per cui il Workbench utilizzava di default solo 2 bitplane. Utilizzandone di più, le prestazioni della CPU calavano drasticamente. Questo era anche il motivo per cui la Fast RAM (alla quale accedeva soltanto il 68000) aveva quel nome.
Anche il Blitter all'interno di OCS consumava banda. Normalmente il 68000 aveva la priorità su questi accessi, ma un flag detto BLITHOG permetteva di ribaltare la situazione.
Sulle ultime serie di Amiga 2000 prodotte (dalla rev. 6 in avanti della piastra madre), venne integrato il chip Fat Agnus (8372A), evoluzione di Fat Agnus (8371, presente sulle versioni 4.1 sino alla 4.5 della piastra madre) e di Agnus (8367, presente sulle rev. 4 della piastra madre, lo stesso montato su Amiga 1000), che permetteva, fra le altre cose, di aumentare l'indirizzamento della memoria RAM a 1 Megabyte.

### La CPU

#### Motorola 68000
La CPU di Amiga era un processore Motorola 68000 a 7,16 MHz. La frequenza si abbassava leggermente nei modelli europei con grafica PAL a 7,09 MHz. Il set di istruzioni interne è di tipo CISC.
Per motivi di economicità Motorola aveva creato un processore ibrido a 16/32 bit (vedi la voce Motorola 68000). Il modello 68000 aveva cioè un accesso a 16 bit alla memoria, anche se poi questa memoria era indirizzata a 24 bit e "ragionava" a 32 bit nei registri interni. I manuali di Amiga segnalavano chiaramente questo fatto e i programmatori distinguevano fra parole "word" di 16 bit e "long word" a 32 bit. Per questo motivo Amiga non si può definire né un semplice sistema a 16 bit, come molti credono, né un vero sistema a 32 bit. È però già l'antesignano dei sistemi a 32 bit, da cui la semplicità di aggiornamento del sistema e del SO sui nuovi modelli di computer a 32 bit.

#### Motorola 68010
Per velocizzare gli Amiga 500/1000/2000 esisteva una particolare versione della CPU Motorola 68010 che aveva una piedinatura compatibile con il 68000 originale. Nonostante la frequenza rimanesse identica, essendo questa fornita dal generatore di clock e non dal processore stesso, alcune istruzioni matematiche sul 68010 erano eseguite in modo leggermente più efficiente. Questo permetteva un incremento delle prestazioni globali, soprattutto in programmi di grafica ed alcuni giochi, di circa il 2-8%. Un software molto diffuso per questa modifica era Decigel che correggeva un'istruzione MOVE che era erroneamente interpretata dal 68010 nonché da tutte le CPU superiori al 68000. In verità era praticamente inutile, dato che tutti i programmatori erano a conoscenza della limitazione ed evitavano l'utilizzo di quella particolare istruzione.

## Modelli e varianti

### Original Chipset (OCS)
- Amiga 1000
- Amiga 500
- Amiga 2000
- Amiga 2500/20 (scheda acceleratrice A2620 integrata)
- Amiga 2500/30 (scheda acceleratrice A2630 integrata)
- Amiga 2500/UX (scheda acceleratrice A2620/A2630 e UNIX preinstallato. Primo Unix ad uscire nel mercato con interfaccia grafica X Window di serie)
- Amiga 1500 (privo di disco fisso ma con un lettore floppy aggiuntivo)
- CDTV set-top box multimediale basato su CD-ROM (Commodore Dynamic Total Vision)

### Enhanced Chipset (ECS)
- Amiga 500 Plus
- Amiga 600

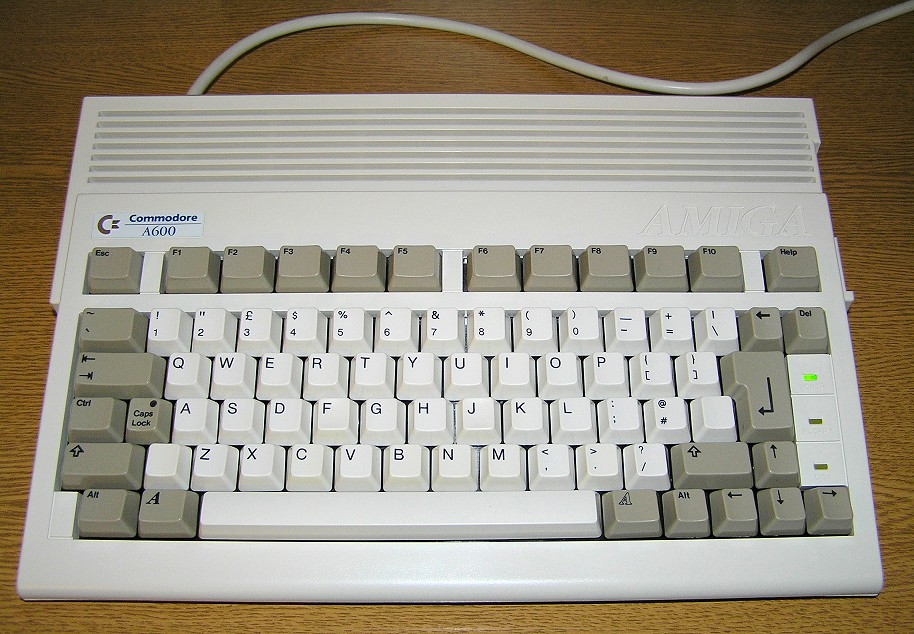
Amiga 600, il più piccolo della serie Amiga a montare il chipset ECS

- Amiga 600HD (disco fisso integrato)
- Amiga 3000
- Amiga 3000T (versione in case tower)
- Amiga 3000UX (UNIX preinstallato)

### Advanced Graphical Architecture (AGA)
- Amiga 1200
- Amiga 1200HD (disco fisso integrato)
- Amiga 4000/030 (CPU 68030)
- Amiga 4000/040 (CPU 68040)
- Amiga 4000T (versione in case tower)
- CD32 (prima console a 32 bit con CD-ROM)

### Amiga NG (processori PowerPC)
- AmigaOne (Eyetech)
- AmigaOne G3-SE
- AmigaOne XE
- AmigaOne G3-XE
- AmigaOne G4-XE
- microA1-C

### AmigaOne (ACube Systems/A-EON)
- AmigaOne 500
- AmigaOne
- AmigaOne X1000

## Compatibilità hardware
Nei primi modelli, il coprocessore Paula e il controller Amiga per i floppy disk era integrato nel chip Paula che controllava tutti i flussi di I/O di Amiga ed era un chip molto flessibile. Insieme con il trackdisk.device di AmigaOS, Paula era capace di pilotare ogni aspetto del motore e delle testine dei lettori floppy che venivano costruiti secondo le specifiche Commodore, cioè con tutta la piedinatura contatti prevista dallo standard di riferimento riconosciuto a livello internazionale. Invece i mercato PC nel corso degli anni aveva preferito implementare un set ridotto di istruzioni all'interno dei controller per i floppy. Gli stessi lettori floppy PC sono costruiti con un connettore che non riporta tutti i contatti previsti a livello standard dai produttori di meccaniche per lettori di Floppy Disk.
La coppia Paula e trackdisk.device era capace di leggere e scrivere floppy in formato Amiga, PC, Atari TOS, Apple II, Macintosh ed addirittura Commodore 64, sia nel formato a 3 pollici e mezzo sia in quello da 5" e 25, purché venisse collegato ad una meccanica adeguata. La stessa limitazione valeva per i floppy Macintosh che nella versione a bassa densità (800 Kb) pretendevano di essere inseriti in un lettore floppy a velocità variabile. A questo proposito Paula non era capace di leggere e scrivere sui dischi a velocità variabile, se non in presenza di una meccanica adeguata. Inoltre, nell'epoca dei floppy da 3,5 pollici, la maggior parte dei controller per i floppy del PC usava il foro dell'index per trovare l'inizio di una traccia come nei precedenti floppy disk da 5,25". Paula invece utilizzava sin dalla sua nascita una "parola di sincronizzazione" (synchronization word) per ottenere lo stesso risultato.
Per ciò che concerne la compatibilità coi dischi Macintosh, i Mac utilizzavano l'encoding GCR invece del MFM. La logica di Paula che gestisce i floppy disk è strutturalmente più semplice di un controller floppy PC, in quanto non effettua la decodificazione immediatamente dopo l'operazione di lettura o l'encoding immediatamente prima dell'operazione di scrittura; tutto ciò viene invece eseguito a livello di sistema operativo. L'encoding e il decoding MFM sui controller PC viene realizzato dall'hardware. Sulla piattaforma Amiga è possibile realizzare sia l'encoding GCR sia quello MFM, perché è un lavoro svolto da AmigaDOS. In alcune versioni di AmigaDOS la procedura di decoding e quella di encoding venivano realizzate dal Blitter.
Gayle, il controller dell'interfaccia IDE di A600, A1200 ed A4000, aveva invece a disposizione un bus a 32 bit pieni, sebbene questo chip si rivelò comunque assai limitato. Gayle era infatti poco duttile sia nella gestione delle periferiche IDE, fissate di default ad un massimo di 2 e non di 4 come nei controller standard per PC, sia nel transfer rate, limitando gli Amiga classic ad usare dischi rigidi impostati al solo PIO mode 0. Per connettere e raggiungere il massimo di periferiche possibili allo standard IDE erano necessari connettori modificati prodotti da terze parti.

## Cloni
Amiga ha visto relativamente pochi cloni attorno a sé, a causa delle politiche restrittive di Commodore. Di seguito si indicano le macchine prodotte e commercializzate:
- CD Express
  - Cubo CD32: commercializzato nel 1994 dall'azienda milanese CD Express. Si trattava di un Amiga CD32 che, grazie a interfacce dedicate era compatibile con lo standard Jamma e si poteva quindi inserire all'interno dei tradizionali cabinet arcade. Per questa piattaforma sono stati sviluppati circa una decina di titoli ma essendo un computer Amiga garantiva anche la compatibilità con il relativo parco giochi.
- Eagle
  - 4000T e 4000TE: prodotti su licenza, stessa motherboard dell'Amiga 4000, ma case stilisticamente differente.
- Macrosystems
  - DraCo: non usava custom chip, ma comuni schede video.
  - DraCo Vision: si differenzia dal Draco per il particolare case cubico.
  - Casablanca: le cui prime versioni impiegavano AmigaOS su hardware proprietario compatibile.
- Index Information
  - Access
- ACube Systems
  - Minimig: venduto senza AmigaOS, da procurarsi a parte.
  - Sam440ep
  - Sam440ep-flex
  - Sam460ex

## Riviste dedicate all'Amiga

### In lingua italiana
- Enigma Amiga Run (120 numeri pubblicati dal dicembre 1987 al maggio 2001)
- Amiga Byte (59 numeri pubblicati dal maggio 1988 al novembre 1996)
- Amiga Magazine (95 numeri pubblicati dal luglio 1988 al dicembre 1997)
- Amiga Transactor (6 numeri pubblicati dal novembre 1988 al settembre 1989)

### In lingua inglese
- Amiga World (103 numeri pubblicati dal settembre 1985 all'aprile 1995)